# スザンナ・エフィミエンコ＝ムウォトコフスカ
スザンナ・エフィミエンコ＝ムウォトコフスカ（Zuzanna Efimienko-Mlotkowska、旧姓：エフィミエンコ、1989年8月8日 - ）は、ポーランドの女子バレーボール選手。ポーランド代表。

## 所属クラブ
- SMS ソスノウィエツ（2003-2007年）
- インペル・ヴロツワフ（英語版）（2007-2012年）
- イモコ・コネリアーノ（2012-2013年）
- アトム・トレフル・ソポト（2013-2016年）
- Metalleghe Montichiari（2016-2017年）
- ŁKSコマースコン・ウッチ（2017-2019年）
- KSディヴェロプレス・ジェシュフ（2019-2021年）
- ラドムカ・ラドム（2021-2022年）
- エネルガMKSカリシュ（2022-2024年）
- Sokół & Hagric Mogilno（2024年-）